# Edificio Miguel E. Abed II
El Edificio Miguel E. Abed II o Edificio Miguel E. Abed Apycsa es un edificio que se encuentra en la calle Isabel La Católica No. 45 haciendo esquina con Venustiano Carranza, en la Ciudad de México (coordenadas correctas 19º 25' 53.82''N, 99º 8' 12.34''W).
En 30 de diciembre de 1932 comenzó la construcción y terminó hasta 29 de agosto de 1940 y en 1958 fue finalizado su construcción y fue inaugurado en 22 de marzo de 1960 y en 1990 hizo una remodelación en 1990 y reinaugurado 22 de marzo de 1992 y este igual que el edificio Miguel E. Abed en 1952.

## Historia del edificio
Ha soportado 3 sismos en el Terremoto de 1957 , Terremoto de 1985 y Terremoto de 2017
El terremoto del 28 de julio de 1957 fue de 7.7 en la escala de Ricther, en 19 de septiembre de 1985 fue de 8.1 en la escala de Ricther, en 13 de abril de 2007 fue de 6.3, en 22 de mayo de 2009 fue de 5.7, en 30 de junio de 2010 fue de 6.0 , el de 7 de abril de 2011 fue de 6.7 en la escala de Ricther , el de 18 de abril de 2014 fue de 7.2 en la escala de ritcher y el 19 de septiembre de 2017 fue de 7.1 en la escala de Ricther.